# Rubén Nuñez
Rubén Nuñez (Buenos Aires, 1973 - ibídem, 22 de septiembre de 2013) fue un actor de cine, teatro y televisión argentino.

## Carrera
Pese a su corta trayectoria, Rubén Nuñez supo plasmar su notable talento tanto en cine como en el teatro argentino. Estudió teatro con Ricardo Passano, Gogó Castañeda Alippi y Víctor Poleri.
Trabajó en los cortometrajes Buen provecho y Ciega percepción de la carrera de Comunicación de la Facultad de La Matanza.
Posteriormente trabajó en el videoclip del cantante Axel llamada Celebra la vida.

## Teatro
- Hamlet y el cómico
- Lluvia sin hijos
- Los Yankis
- El Conventillo de la Paloma
- Cumbia morena cumbia
- Papá querido
- Las máscaras
- Escena el paragua
- Saltimbanquis, destinada a los alumnos de nivel inicial del partido de La Matanza.
- Evita, de Alan Parker.
- Tango Feroz
- Sol de Otoño
- Cenizas del Paraíso
- Sin reserva
- Abran cancha que aquí viene Don Quijote de La Mancha (2010).[3]